# Slowakische Badmintonmeisterschaft 2017
Die Slowakische Badmintonmeisterschaft 2017 war die 25. Auflage der Titelkämpfe im Badminton in der Slowakei. Sie fand vom 8. bis zum 10. Dezember 2017 in der Hala M-Šport in Trenčín statt.

## Medaillengewinner
| Disziplin    | Gold                            | Silber                            | Bronze                               |
| ------------ | ------------------------------- | --------------------------------- | ------------------------------------ |
| Herreneinzel | Milan Dratva                    | Juraj Vachálek                    | Jakub Klačanský                      |
| Herreneinzel | Milan Dratva                    | Juraj Vachálek                    | Matej Hliničan                       |
| Dameneinzel  | Martina Repiská                 | Lucia Grenčíková                  | Katarína Vargová                     |
| Dameneinzel  | Martina Repiská                 | Lucia Grenčíková                  | Alžbeta Peruňská                     |
| Herrendoppel | Miroslav Haring Juraj Vachálek  | Matej Hliničan Michal Matejka     | Milan Dratva Bohumil Kašela          |
| Herrendoppel | Miroslav Haring Juraj Vachálek  | Matej Hliničan Michal Matejka     | Jakub Klačanský Peter Hrnčár         |
| Damendoppel  | Zuzana Pálková Katarína Vargová | Alžbeta Peruňská Lucia Vojteková  | Gabriela Kaduková Júlia Poláčková    |
| Damendoppel  | Zuzana Pálková Katarína Vargová | Alžbeta Peruňská Lucia Vojteková  | Lenka Drotárová Katarína Šariščanová |
| Mixed        | Milan Dratva Zuzana Pálková     | Ladislav Tomčko Gabriela Kaduková | Miroslav Haring Vanda Popluhárová    |
| Mixed        | Milan Dratva Zuzana Pálková     | Ladislav Tomčko Gabriela Kaduková | Martin Kožár Katarína Vargová        |